# Matthias Weber (Wirtschaftswissenschaftler)
 Matthias Weber  (* 25. Februar 1928 in Gymnich; † 23. Juni 2006 in Hillesheim-Niederbettingen) war Hochschullehrer und Heimatforscher.

## Leben

### Jugend, Schule und Studium
Matthias Weber wuchs in Gymnich auf und besuchte die dortige Volksschule sowie eine private „Höhere Schule“ in Lechenich. Anschließend besuchte er, um Abitur machen zu können, das Städtische Realgymnasium in Bergheim. Er erlebte das Ende des Zweiten Weltkrieges mit einer schweren Verwundung, die er als mit 16 Jahren zum Kriegsdienst eingezogener Flakhelfer erlitten hatte. Nach Kriegsende und der Wiederaufnahme des regulären Schulbetriebes machte er an der Bergheimer Schule sein Abitur.
Ab dem Jahr 1948 studierte Weber an der Universität zu Köln Betriebwirtschafts- und Volkswirtschaftslehre, Wirtschaftsgeschichte und Wirtschaftspädagogik und schloss sein Studium als Diplom-Handelslehrer und Diplom-Kaufmann ab.

### Berufsleben
Einer mehrjährigen Tätigkeit in der Wirtschaft folgte ein Wechsel in den Schuldienst als Lehrer an kaufmännischen Fachschulen. Weber, der in Köln seinen Wohnsitz genommen hatte, wurde mit der Aufnahme des Lehrbetriebs der im Sommer 1971 eröffneten Fachhochschule Köln, an deren Entstehen er maßgeblich mitwirkte, an den Fachbereich Wirtschaft übernommen und nachfolgend zum Professor für Wirtschafts- und Sozialgeschichte auf Lebenszeit ernannt. Weber lehrte bis zum Jahr 1991 und trat dann in den Ruhestand.

### Ruhestand
Auch als Ruheständler war Weber noch mehrere Jahre der Fachhochschule Köln verbunden. Sein besonderes Interesse galt dem von ihm aufgebauten Historischen Hochschularchiv. Auch setzte er sich für die Restaurierung des alten zu einem Fakultätsgebäude der FH-Köln gewordenen Universitätsgebäudes an der Claudiusstraße ein.
Einige Jahre nach der Pensionierung zog er von Köln auf Dauer in seine Wahlheimat Hillesheim-Niederbettingen in der Eifel. Seine Interesse an der zeitgeschichtlichen Thematik hatte Weber bereits in den 1970er Jahren veranlasst, sich mit der Historie seiner Heimat im Erftkreis zu beschäftigen. Seine Forschungen führten dann zu ersten kleineren Publikationen, denen im Laufe der Jahre weitere folgten. Hierzu zählten weiterhin regionale Abhandlungen zur Ortsgeschichte seiner Heimat und Beiträge zur Geschichte seiner Wahlheimat Hillesheim-Niederbettingen in der Vulkaneifel. Matthias Weber verstarb dort und wurde auf dem Friedhof der Gemeinde beigesetzt.

### Ehrungen
- Bundesverdienstkreuz[2]
- Ehrenmedaille der Fachhochschule Köln[2]
- Rheinlandtaler 1991[3]

## Veröffentlichungen
- mit Rolf Dettmar:  Eifeler Bräuche im Jahreskreis . Köln 1981.
- Die Alte Universität zu Köln, Reihe Rheinische Kunststätten, Heft 269, Köln 1982
- Das Gymnicher Heimatbuch . Köln 1984, ISBN 3-7616-0757-1
- Das Niederbettinger Heimatbuch . Hillesheim 2003, ISBN 3-7616-0570-6
- St. Kunibert in Gymnich . Rheinische Kunststätten. Heft 245. 1980, ISBN 3-88094-350-8
- Die katholische Pfarrkirche Herz-Jesu in Hillesheim-Niederbettingen . Rheinische Kunststätten. Heft 431. 1998, ISBN 3-88094-833-X.
- Kleinere Schriften zur Gymnicher Geschichte und Beiträge in verschiedenen Jahrbüchern, vor allem im „Eifeler Jahrbuch“ und im „Jahrbuch der Stadt Erftstadt“.